# Renato Rascel
Renato Rascel, född som Renato Ranucci den 27 april 1912 i Turin, död 2 januari 1991 i Rom, var en italiensk sångare och skådespelare.
År 1960 vann han tillsammans med Tony Dallara tävlingen Festival della canzone italiana med låten "Romantica". Han deltog med denna låten samma år i Eurovision Song Contest där han slutade på åttonde plats med fem poäng.